# Phân tông Đầu đài
Phân tông Đầu đài (danh pháp khoa học: Tylophorinae) là một phân tông thực vật có hoa trong tông Asclepiadeae thuộc phân họ Asclepiadoideae của họ Apocynaceae.

## Phân loại
Phân tông này gồm các chi như sau:
- Merrillanthus[2]
- Pentastelma[2]
- Pentatropis[2]
- Vincetoxicum[2]
- Belostemma
- Biondia
- Blyttia
- Diplostigma
- Goydera
- Pleurostelma
- Rhyncharrhena
- Tylophora

Endress et al. (2014) và Liede-Schumann et al. (2012) đề xuất gộp tất cả các chi trên đây vào Vincetoxicum s. l, ngoại trừ Merrillanthus Chun & Tsiang, 1941, Pentastelma Tsiang & P.T. Li, 1974 và Pentatropis R. Br. ex Wight & Arn. 1834.
Nghiên cứu năm 2018 của Liede và Meve tiếp tục đề xuất gộp một loạt các chi vào Vincetoxicum. Cụ thể là các chi Amblyoglossum, Belostemma, Biondia, Blyttia, Diplostigma, Goydera, Hoyopsis, Hybanthera, Iphisia, Ischnostemma, Merrillanthus, Microstephanus, Nanostelma, Neohenrya, Oncostemma, Pentabothra, Pentastelma, Pleurostelma, Podostelma, Pycnostelma, Rhyncharrhena, Sphaerocodon, Spirella, Tylophoropsis và Vincetoxicopsis, làm cho tông này trở thành đơn chi, tuy nhiên mô tả và định nghĩa này cần có sự đồng thuận trước khi thay đổi.